# کمپلکس شیمیایی
ترکیبات کمپلکس به دسته‌ای از ترکیبات در شیمی معدنی گفته می‌شود که دارای فلز و لیگاند باشند.

## ویژگی ترکیبات کمپلکس
تعداد اتم‌های فلز و لیگاند در این ترکیبات متنوع است.

## پیشینه
نخستین بار آلفرد ورنر ساختمان این ترکیبات را پیشنهاد کرد.

## اهمیت ترکیبات کمپلکس
اهمیت ترکیبات کمپلکس در شیمی به قدری است که در همهٔ مباحث شیمی از جمله در مبحث سنتز ترکیبات آلی نیز وارد شده‌اند. بررسی انرژی تشکیل پیوندها در این ترکیبات از مباحث شیمی‌فیزیک است.

## ساختمان ترکیبات کمپلکس
ساختمان الکترونی این ترکیبات بستگی به نوع فلزها و آنیون‌های تشکیل‌دهندهٔ آن‌ها دارد و می‌توان با بررسی ساختار الکترونی اتم‌ها آن را تعیین کرد. نوع فلز و نیز نوع دو یا چند آنیون، مولکول خنثی و لیگاند که در این ترکیبات وجود دارد ساختمان آن‌ها را تعیین می‌کند.

## نگارخانه

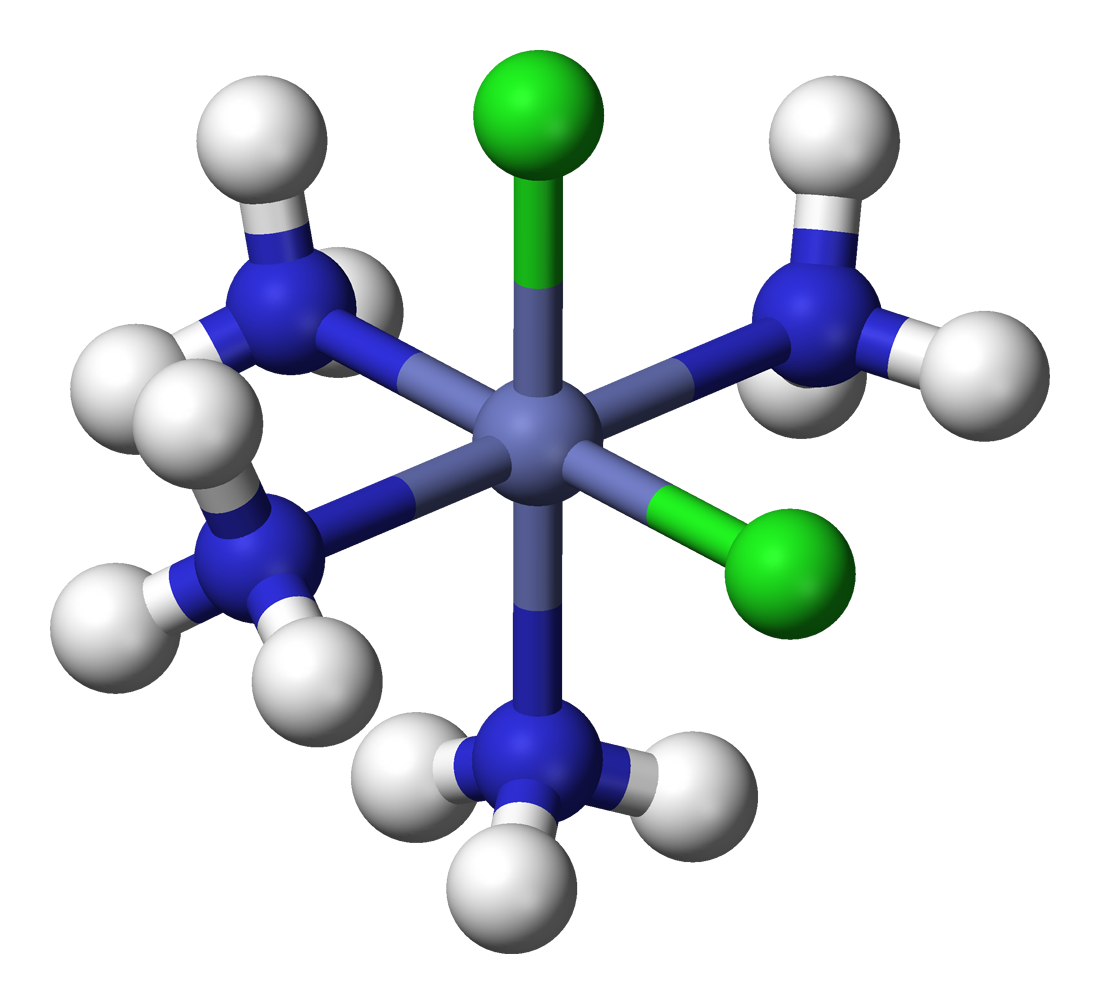
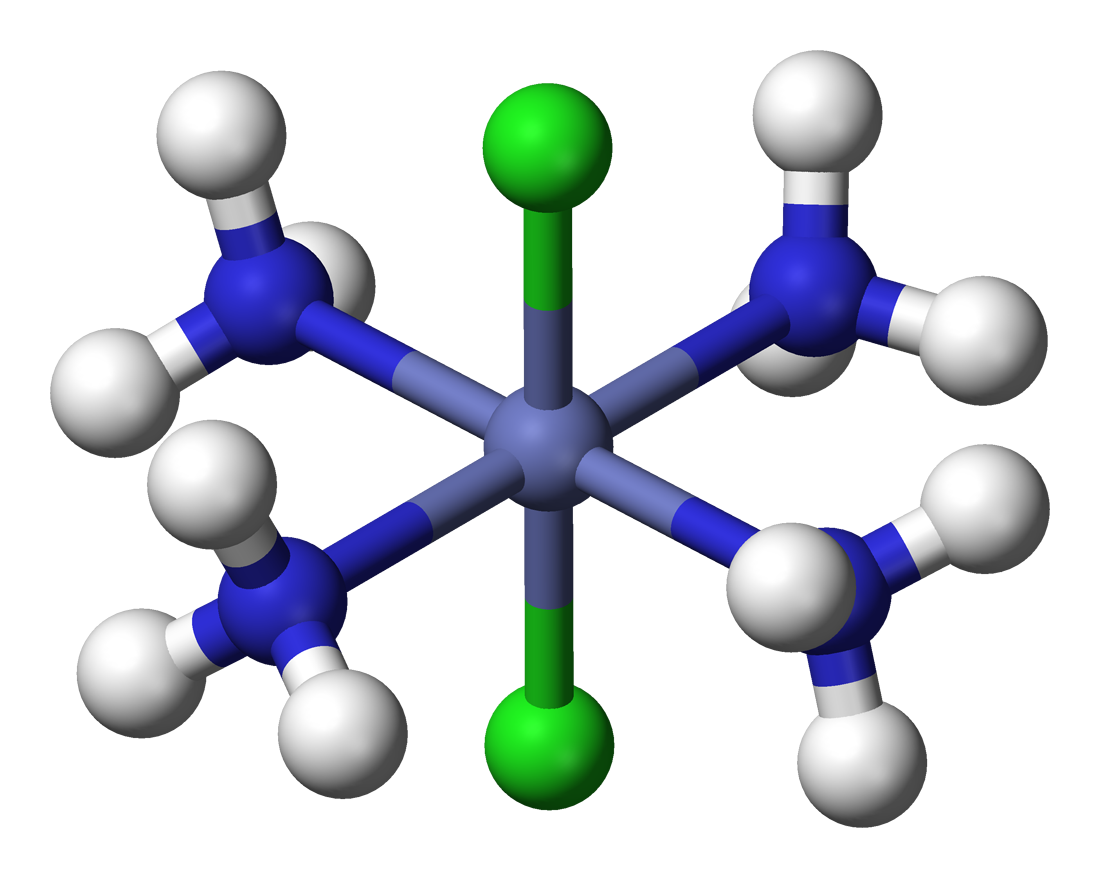
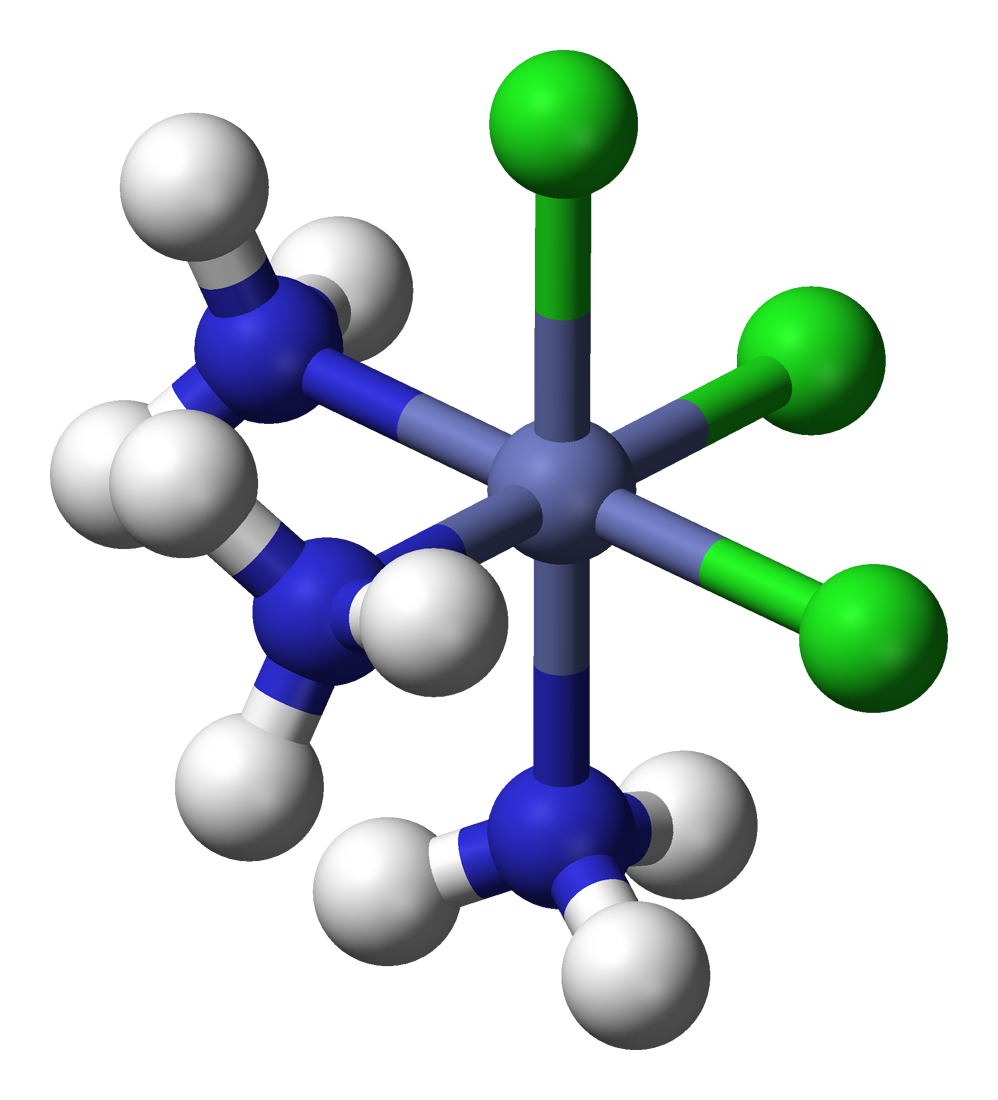
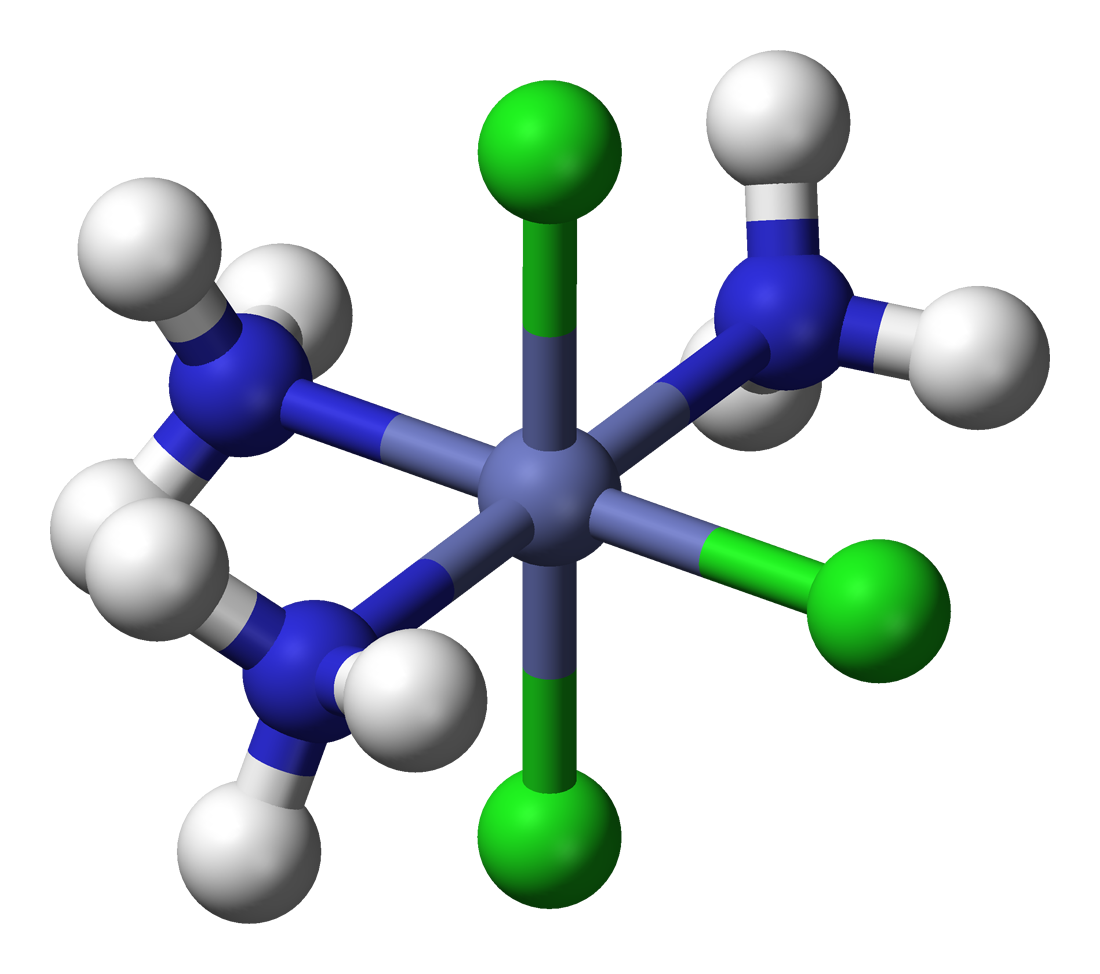